# Emile de Laveleye

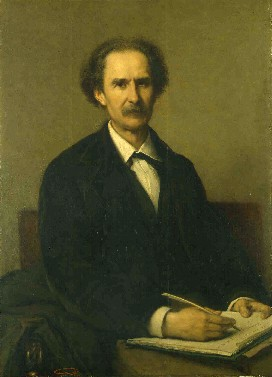
Émile de Laveleye geportretteerd door Louis Gallait

Emile de Laveleye (Brugge, 5 april 1822 – Flostoy, 2 januari 1892), ook Delaveleye, was een Belgisch econoom, jurist en essayist.

## Situering
De Laveleye was een aanhanger van het kathedersocialisme. Zijn voornaamste werken handelen over het eigendomsvraagstuk, de vrijhandel, het socialisme en het bimetallisme.
Hij fungeerde jarenlang als voorzitter van de Koninklijke Academie voor Wetenschappen, Letteren en Schone Kunsten en voorzag de Belgische koning Leopold II regelmatig van advies. Hij was een van de mede-oprichters van het Institut de Droit International, dat in 1904 de Nobelprijs voor de Vrede kreeg.

## Biografie
Emile Louis Victor de Laveleye werd op 5 april 1822 in Brugge geboren. Hij was de zoon van Yves-Benoît de Laveleye (1768-1856), voorzitter van de Kamer van Koophandel van Brugge, en van zijn dertig jaar jongere tweede echtgenote Julie van Lede (1799-1876). 
Op veertienjarige leeftijd trok de katholiek opgevoede Emile de Laveleye naar het Parijse Collège Stanislas om zijn middelbare studies voort te zetten die hij begonnen was aan het atheneum van Brugge. Na zijn middelbare studies begaf hij zich naar Leuven om er filosofie te studeren. Hij kwam in die tijd in contact met de Franse hoogleraar François Huet (1814-1869) die aan de universiteit van Gent filosofie doceerde.

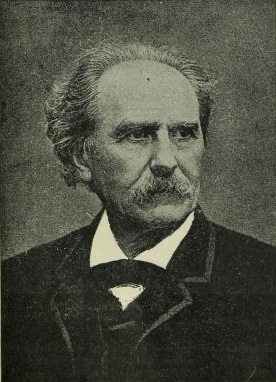

Na Kerstmis 1842 verliet de Laveleye Leuven om rechten te studeren aan de universiteit van Gent. Hierover wordt nauwelijks gerept in zijn officiële biografieën. De ware toedracht is niet met zekerheid gekend, maar toch kan vermoed worden dat zijn contacten met de socialist Huet een doorn in het oog van de autoriteiten van de Leuvense universiteit waren.
Na het behalen van de graad van doctor in de rechten schreef de jonge de Laveleye zich in aan de Gentse balie. Tevens sloot hij zich aan bij een kleine elite van jonge intellectuelen, onder leiding van de professoren Huet en Henri Moke (1803-1862), de zogenaamde ‘Société Huet’. Op regelmatige basis kwam het groepje samen om te discussiëren over sociaal-filosofische en politieke onderwerpen. De leden van het genootschap besteedden daarin een ruime aandacht aan het utopische socialisme via de studie van de geschriften van Charles Fourier (1772-1837) en Pierre-Joseph Proudhon (1809-1864).
In 1853 trad de Laveleye in het huwelijk met de protestantse Marie-Esther Prisse (1826-1907), een dochter van de oud-minister van Oorlog en adjudant van koning Leopold I, baron Albert-Florent Prisse. Ze kregen een zoon, Edouard de Laveleye (1854-1938) en twee dochters, onder wie Marie-Rose de Laveleye (1856-1936), die trouwde met de hoogleraar, volksvertegenwoordiger en voorzitter van Cockerill, Paul Trasenster (1852-1925). Het koppel vestigde zich in Gent, waar de Laveleye hoopte op een benoeming tot hoogleraar aan de faculteit letteren en wijsbegeerte. 
Door toedoen van Henri Moke, die hem overhaalde om zich te wijden aan politieke economie of staathuishoudkunde, begon hij zich daar op te richten. Met zijn dissertatie Études Historiques et Critiques sur le Principe et les Conséquences de la Liberté du Commerce International, die gepubliceerd werd in 1857, hoopte hij aan de universiteit van Gent het speciaal doctoraat te behalen. Uiteindelijk zag hij hiervan af, en dit door de vijandigheid van een deel van de juryleden dat hem zijn jeugdzonden (contacten met de in 1850, wegens ‘socialisme’ en ‘republikeinse propaganda’ ontslagen Huet) niet vergaf.
Bij de wetgevende verkiezingen van 11 juni 1861 was hij liberaal kandidaat-volksvertegenwoordiger voor het arrondissement Gent, maar raakte niet verkozen.

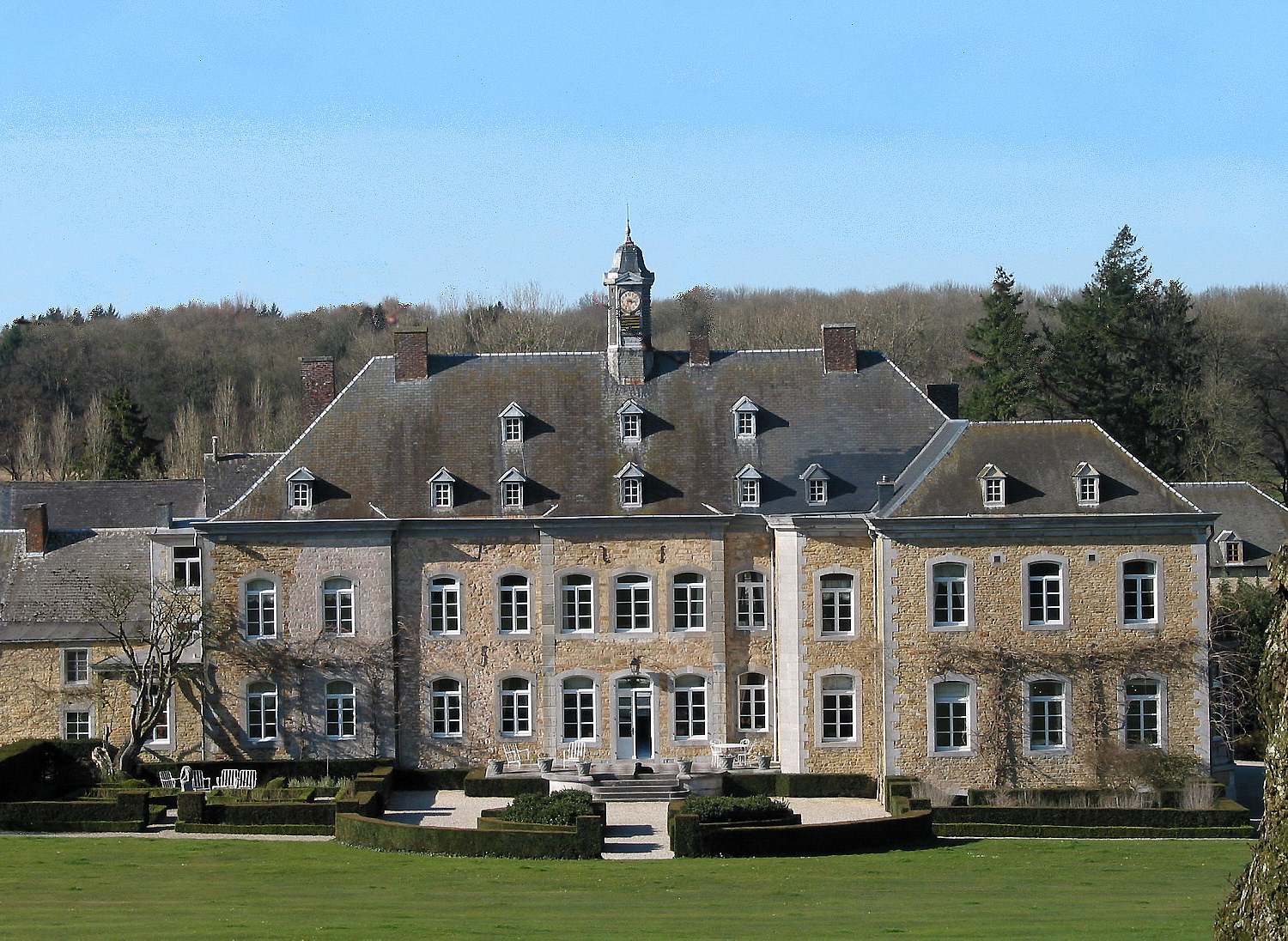
Kasteel van Doyon

Na zijn sporen te hebben verdiend als niet-academische econoom en essayist werd de Laveleye benoemd tot hoogleraar politieke economie aan de universiteit van Luik. Onder zijn studenten bevonden zich Ernest Mahaim (1865-1938), zijn latere opvolger aan dezelfde universiteit, en de socialistische politicus Camille Huysmans (1871-1968). Dit professoraat zou hij blijven uitoefenen tot aan zijn dood op 2 januari 1892 in het kasteel van Doyon in het Naamse Flostoy.

## Internationale contacten
Naar aanleiding van zijn vele publicaties die tal van gebieden omvatten, genoot Emile de Laveleye een steeds groter wordende internationale bekendheid. Hij had contacten met staatsmannen als de Britten William Gladstone (1809-1898), John Bright (1811-1889) en Frederick Dufferin (1826-1902) en de Franse presidenten Adolphe Thiers (1797-1877) en Marie François Sadi Carnot (1837-1894). 
Door zijn toenemende faam trok hij ook de aandacht van koning Leopold II (1835-1909), die hem regelmatig op het koninklijk paleis uitnodigde om sociaaleconomische en internationale problemen toe te lichten. Verder hield hij er vriendschappelijke relaties op na met economen als Thomas Cliffe Leslie (1827-1882), Charles Dupont-White (1807-1878) en John Stuart Mill (1806-1873).

## Onderscheidingen

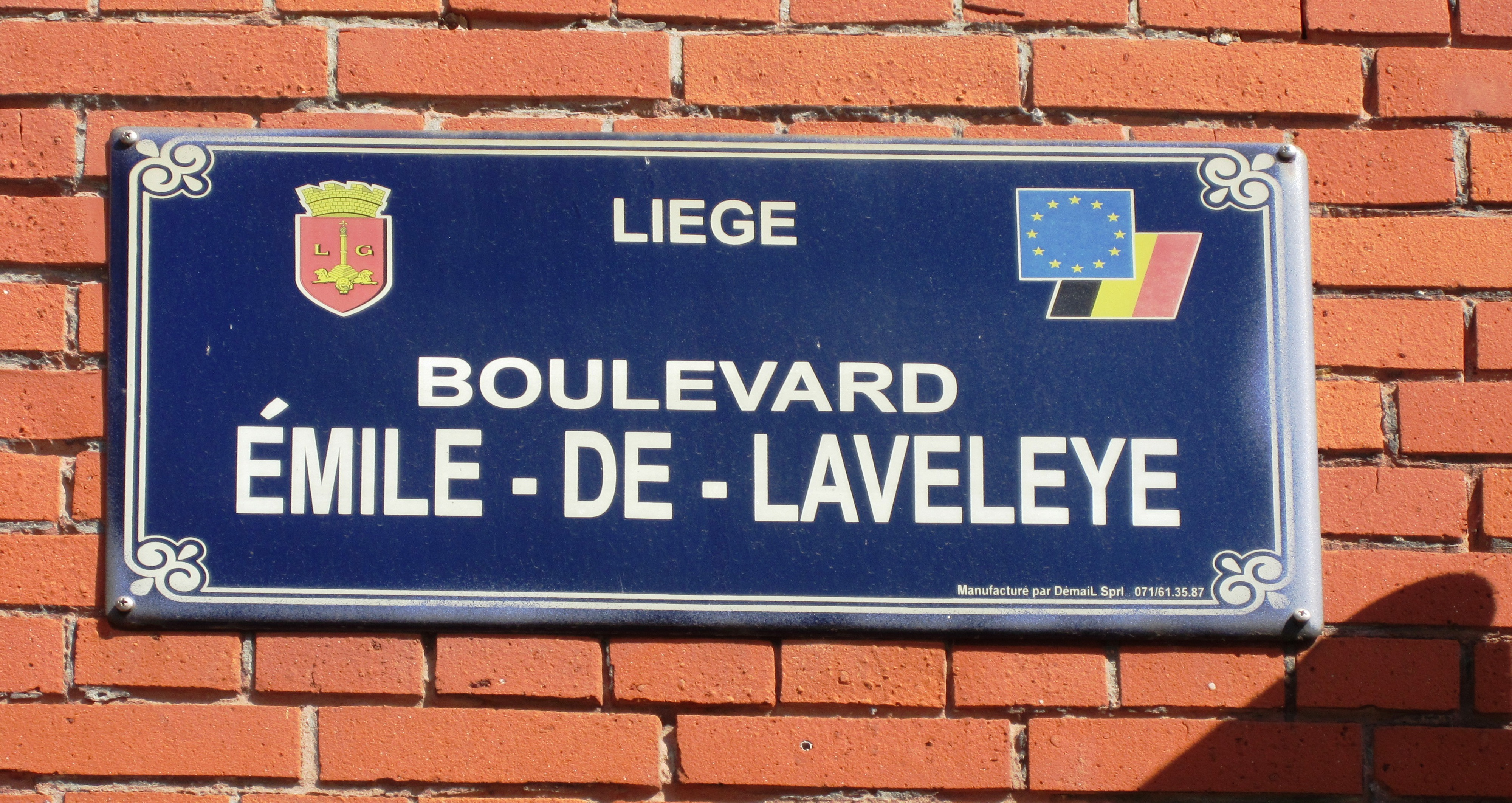
Emile de Laveleye-laan in Luik

- Op basis van zijn verdiensten werden hem eredoctoraten toegekend, aan de universiteiten van Edinburgh, Sint-Petersburg, Uppsala en Würzburg.
- Tevens kreeg hij het aanbod van een leerstoel aan de universiteit van Utrecht en aan enkele Zwitserse universiteiten. Zijn naam circuleerde zelfs als opvolger van Alfred Marshall (1842-1924) aan de prestigieuze Universiteit van Oxford.[3]
- Hij was lid en in 1878 directeur van de Koninklijke Academie voor Wetenschappen, Letteren en Schone Kunsten.
- Hij ontving tweemaal de vijfjaarlijkse Staatsprijs voor moraalwetenschappen en politiek. In 1877 voor zijn De la Propriété et de ses Formes Primitives, waarin hij het eigendomsvraagstuk aan een nader onderzoek onderwierp. In 1892, postuum, voor Le Gouvernement dans la Démocratie.
- Hij was corresponderend lid van het Institut de France.
- In 1891 werd hij opgenomen in de Belgische adel, met de titel baron, overdraagbaar bij eerstgeboorte.[4] Hij nam als wapenspreuk: Rede, Vrede.

## Vlaamse Beweging
De Laveleye interesseerde zich voor de Vlaamse problematiek. Vanuit de Société Huet werd hij medestichter van het dagblad De Broedermin, waarin het streven in Vlaanderen naar sociale rechtvaardigheid tot uiting kwam. 
Hoewel zijn internationale carrière en zijn vertrek naar de universiteit van Luik, hem minder gelegenheid bood om zich met de Vlaamse problematiek in te laten, bleef hij in geschriften zijn sympathie betuigen voor de Vlaamse Beweging. Hij verdedigde ze ook in de internationale pers, onder meer in 1884 met zijn The Flemish Movement in Belgium.

## Publicaties
In een veertigtal jaar heeft de Laveleye een erg omvangrijk oeuvre gepubliceerd. Als voornaamste economische werken gelden
- Études Historiques et Critiques sur le Principe et les Conséquences de la Liberté du Commerce International, Parijs/Brussel, Guillaumin/Muquardt, 1857.
- Le marché Monétaire et ses Crises depuis Cinquante Ans, Parijs, Guillaumin et Cie, 1865.
- Des Causes Actuelles de Guerre en Europe et de l’Arbitrage, Brussel/Parijs, Muquardt/Guillaumin et Cie, 1873.
- La Monnaie Bimétallique, in: Revue de Belgique, 1876.
- L’Afrique Centrale et la Conférence Géographique de Bruxelles, Brussel, Ch. Muquardt, 1878.
- De la Propriété et de ses Formes Primitives, 1874.
- Le Socialisme Contemporain,  1881.
- Éléments d’Économie Politique, 1882.
- La Crise et la Contraction Monétaire, Parijs/Brussel, Guillaumin et Cie/Muquardt, 1885.
- La Monnaie et le Bimétallisme International, Parijs, Félix Alcan, 1891.
- Le Socialisme Contemporain, Parijs, Félix Alcan, 1891.
- La Monnaie et le Bimétallisme International, 1891.

Felix Marie Alfons Boone vertaalde voor het Willemsfonds twee werken van hem over De landbouwkunst in de Nederlanden (1866-1867).
Op het vlak van de politieke wetenschappen zijn zijn belangrijkste bijdragen
- Des Causes Actuelles de Guerre en Europe et de l’Arbitrage, 1873
- Le Gouvernement dans la Démocratie, 1891.

Hij publiceerde veel op filologisch, ethisch en religieus gebied, zoals:
- Histoire de la Langue et de la Littérature Provençales, 1845.
- Les Nibelungen, 1861.
- Le Protestantisme et le Catholicisme dans leurs Rapports avec la Liberté et de la Prospérité des Peuples, 1875.

Postuum verschenen:
- Essais et Études, Gent/Parijs, Vuylsteke/Félix Alcan, 1894, 1895, 1897.
- De la Propriété et de ses Formes Primitives, Parijs, Félix Alcan, 1901.
- Éléments d’Économie Politique, Parijs, Librairie Hachette et Cie, 1902.
- (ed. E. Mahaim) (1927), Lettres Intimes, Parijs, La Renaissance du livre, 1927.

Hij wijdde tevens een groot aantal artikelen aan de Vlaamse zaak, aan het onderwijs en aan het stemrecht voor de vrouw.
Hij leverde bijdragen aan tal van binnen- en buitenlandse tijdschriften zoals La Flandre Libérale (dat in de schoot van de Société Huet opgericht werd), Revue de Belgique, Revue des Deux Mondes, Contemporary Review, Forum en Journal des Économistes. Zijn belangrijkste artikelen werden na zijn dood gebundeld in het driedelige werk Essais et Études (1894, 1895 en 1897).

## Voetnoten
1. ↑  Dumoulin, 1982, blz. 491
2. ↑  Dumoulin, 1982, blz. 493
3. ↑  Groenewegen, 1995, blz. 683
4. ↑   Titel die uitdoofde bij de dood van zijn zoon Edouard in 1938
5. ↑  Boone, Felix Marie Alfons, De landbouwkunst in de Nederlanden, naar het Fransch van Emile de Laveleye. Dl I België; Dl II Noord-Nederland. Rogghé (14 december 2022) – via Google Books. Digitalisatie UGent.

- Bibsys: 90743405
- Biblioteca Nacional de España: XX1339065
- Bibliothèque nationale de France: cb12117322n (data)
- CiNii: DA02880357
- Digitale Bibliotheek voor de Nederlandse Letteren: lave001
- Gemeinsame Normdatei: 119172046
- International Standard Name Identifier: 0000 0001 2120 8909
- Library of Congress Control Number: n84135848
- Nationale Bibliotheek van Letland: 000306650
- Bibliotheek van het Japanse parlement: 00447000
- Nationale Bibliotheek van Tsjechië: jn19990004906
- Nationale bibliotheek van Australië: 35765635
- Nationale Bibliotheek van Israël: 987007279243805171
- Nationale Bibliotheek van Polen: a0000001698780
- Nederlandse Thesaurus van Auteursnamen: 069681503
- Istituto Centrale per il Catalogo Unico: RAVV071858
- SNAC: w67h2xtv
- Système universitaire de documentation: 08588121X
- Trove: 1077400
- Virtual International Authority File: 12339853
- WorldCat: E39PBJqqyPbg7DqVX3rwG648YP